# リイシ・オテルマ

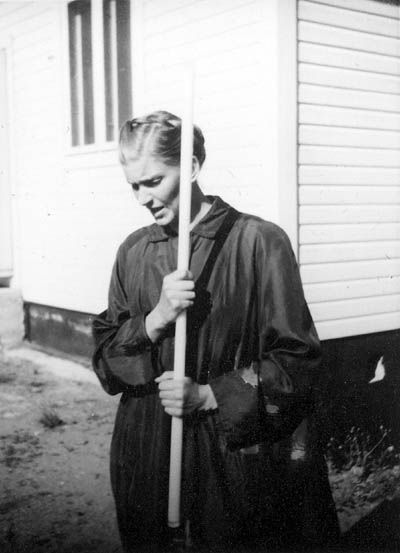
リイシ・オテルマ

リイシ・オテルマ（Liisi Oterma、1915年 - 2001年4月4日）は、フィンランドの女性天文学者である。フィンランドで最初に天文学の学位を得た女性である。
ユルィヨ・バイサラの助手として、小天体の観測を行い、周期彗星38P/ステファン・オテルマ彗星と39P/オテルマ彗星、139P/バイサラ・オテルマ彗星と54個の小惑星を発見した。1938年修士号を取得し、1956年女性として初めて天文学の学位を得た。1962年トゥルク大学の天文学の教授になった。
小惑星(1529)オテルマは彼女の名前から命名された。